# Brokig barksnabblöpare
Brokig barksnabblöpare (Philodromus margaritatus) är en spindelart som först beskrevs av Carl Alexander Clerck 1757.  Brokig barksnabblöpare ingår i släktet Philodromus och familjen snabblöparspindlar. Arten är reproducerande i Sverige. Utöver nominatformen finns också underarten P. m. tigrinus.